# استلی هورن (ماترتال)
استلی هورن (به لاتین: Stellihorn) یک کوه در سوئیس است که در کانتون وله واقع شده‌است. استلی هورن ۳٬۴۱۰ متر بالاتر از سطح دریا واقع شده‌است.